# Torneo de Dubái 2017
El Dubai Tennis Championships 2017 fue un evento profesional de tenis perteneciente al ATP en la categoría ATP World Tour 500 y en la WTA a los WTA Premier. Se disputó del 19 al 25 de febrero para las mujeres y del 27 de febrero al 4 de marzo para los hombres, en Dubái, (Emiratos Árabes Unidos).

## Distribución de puntos
| Modalidad            | G   | F   | SF  | CF  | 3ª ronda | 2ª ronda | 1ª ronda | 3ª ronda de clasificación | 2ª ronda de clasificación | 1ª ronda de clasificación |
| Individual masculino | 500 | 300 | 180 | 90  | 45       | 0        | -        | 20                        | 10                        | 0                         |
| Dobles masculino     | 500 | 300 | 180 | 90  | 0        | -        | -        | 45                        | 25                        | 0                         |
| Individual femenino  | 900 | 585 | 350 | 190 | 105      | 60       | 1        | 30                        | 20                        | 1                         |
| Dobles femenino      | 900 | 585 | 350 | 190 | 105      | 1        | -        | -                         | -                         | -                         |

## Cabeza de serie

### Individuales masculinos
| Tenista               | Ranking | Preclasificado |
| Andy Murray           | 1       | 1              |
| Stan Wawrinka         | 3       | 2              |
| Roger Federer         | 9       | 3              |
| Gaël Monfils          | 10      | 4              |
| Tomáš Berdych         | 13      | 5              |
| Lucas Pouille         | 17      | 6              |
| Gilles Müller         | 28      | 7              |
| Philipp Kohlschreiber | 33      | 8              |

- Ranking del 13 de febrero de 2017

### Dobles masculinos
| Tenista                              | Ranking | Preclasificada |
| Henri Kontinen John Peers            | 11      | 1              |
| Ivan Dodig Marcel Granollers         | 31      | 2              |
| Daniel Nestor Édouard Roger-Vasselin | 36      | 3              |
| Jean-Julien Rojer Horia Tecău        | 46      | 4              |

- Ranking del 13 de febrero de 2017

### Individuales femeninos
| Tenista                   | Ranking | Preclasificada |
| Angelique Kerber          | 2       | 1              |
| Karolína Plíšková         | 3       | 2              |
| Dominika Cibulková        | 5       | 3              |
| Agnieszka Radwańska       | 6       | 4              |
| Garbiñe Muguruza          | 7       | 5              |
| Johanna Konta             | 10      | 6              |
| Elina Svitolina           | 13      | 7              |
| Timea Bacsinszky          | 15      | 8              |
| Yelena Vesnina            | 16      | 9              |
| Barbora Strýcová          | 17      | 10             |
| Caroline Wozniacki        | 18      | 11             |
| Coco Vandeweghe           | 20      | 12             |
| Samantha Stosur           | 21      | 13             |
| Kiki Bertens              | 22      | 14             |
| Anastasiya Pavliuchenkova | 23      | 15             |
| Caroline Garcia           | 24      | 16             |

- Ranking del 13 de febrero de 2017

### Dobles femeninos
| Tenista                             | Ranking | Preclasificada |
| Caroline Garcia Kristina Mladenovic | 6       | 1              |
| Yekaterina Makarova Yelena Vesnina  | 11      | 2              |
| Sania Mirza Barbora Strýcová        | 19      | 3              |
| Andrea Hlaváčková Peng Shuai        | 26      | 4              |
| Vania King Yaroslava Shvedova       | 36      | 5              |
| Abigail Spears Katarina Srebotnik   | 46      | 6              |
| Lucie Hradecká Kateřina Siniaková   | 48      | 7              |
| Raquel Atawo Xu Yifan               | 49      | 8              |

- Ranking del 13 de febrero de 2017

## Campeones

### Individuales masculino
Andy Murray venció a  Fernando Verdasco por 6-3, 6-2

### Individuales femenino
Elina Svitolina venció a  Caroline Wozniacki por 6-4, 6-2

### Dobles masculino
Jean-Julien Rojer /  Horia Tecău vencieron a  Rohan Bopanna /  Marcin Matkowski por 4-6, 6-3, [10-3]

### Dobles femenino
Yekaterina Makarova /  Yelena Vesnina vencieron a  Andrea Hlaváčková /  Shuai Peng por 6-2, 4-6, [10-7]